# Rhipsalis teres
Rhipsalis teres ist eine Pflanzenart in der Gattung Rhipsalis aus der Familie der Kakteengewächse (Cactaceae). Das Artepitheton teres stammt aus dem Lateinischen, bedeutet ‚stielrund‘ und verweist auf die Form der Triebabschnitte der Art.

## Beschreibung
Rhipsalis teres wächst epiphytisch oder lithophytisch strauchig mit anfangs etwas aufrechten, später hängenden, reich verzweigten Trieben mit unbegrenztem Wachstum. Die frischgrünen, zylindrischen, glatten Triebe enden in einer zusammengesetzten Areole. Sie sind einzeln, wechselständig oder stehen in Quirlen von drei bis sechs oder mehr Trieben zusammen. Sie sind 6 bis 9 Zentimeter lang und messen 2 bis 3 Millimeter im Durchmesser. Die Areolen sind mit grauer Wolle und gelegentlich mit ein bis zwei Borsten besetzt.
Die gelblich weißen Blüten erscheinen seitlich an jungen Trieben. Sie sind bis zu 12 Millimeter lang und erreichen ebensolche Durchmesser. Die niedergedrückt kugelförmigen Früchte sind weiß.

## Verbreitung, Systematik und Gefährdung
Rhipsalis teres ist im Süden und Südosten Brasiliens weit verbreitet.
Die Erstbeschreibung als Cactus teres erfolgte 1829 durch José Mariano da Conceição Vellozo. Ernst Gottlieb von Steudel stellte die Art 1841 in die Gattung Rhipsalis. Ein weiteres nomenklatorisches Synonym ist Hariota teres (Vell.) Kuntze (1891).
In der Roten Liste gefährdeter Arten der IUCN wird die Art als „Least Concern (LC)“, d. h. als nicht gefährdet geführt.

## Nachweise